# Йолъг
Йолъг е каган на Източнотюркския каганат, управлявал през 734 – 739 година.
Той е син на кагана Билге, когото наследява след смъртта му. Йолъг продължава политиката на баща си на мирни отношения с империята Тан. При неговото управление са поставени част от Орхонските надписи.
Йолъг умира внезапно през 739 година и е наследен от брат си Билге Кутлуг.